# 18 de noviembre
El 18 de noviembre es el 322.º (tricentésimo vigésimo segundo) día del año en el calendario gregoriano y el 323.º en los años bisiestos. Quedan 43 días para finalizar el año.

## Acontecimientos
- 401: los Visigodos, liderados por el rey Alarico I, cruzan los Alpes e invaden el norte de Italia.
- 656: en España comienza el VII Concilio de Toledo.
- 871: en Wasit (Irak) se registra un terremoto que deja un saldo de 20 000 víctimas. (Posiblemente se trate del mismo terremoto que se registró como sucedido el 22 de junio del 872).
- 1096: en España, Pedro I, rey de Navarra y Aragón, conquista Huesca.
- 1226: cerca de la aldea kurda de Halabja, unos 240 km al noreste de Bagdad (Irak) a las 6:00 (hora local) se registra un terremoto de magnitud 6,3 en la escala sismológica de Richter (intensidad  IX) con epicentro a una profundidad de 9 km.
- 1307: en Suiza, según la leyenda, el héroe nacional Guillermo Tell realiza la hazaña de acertar a una manzana situada sobre la cabeza de su hijo.

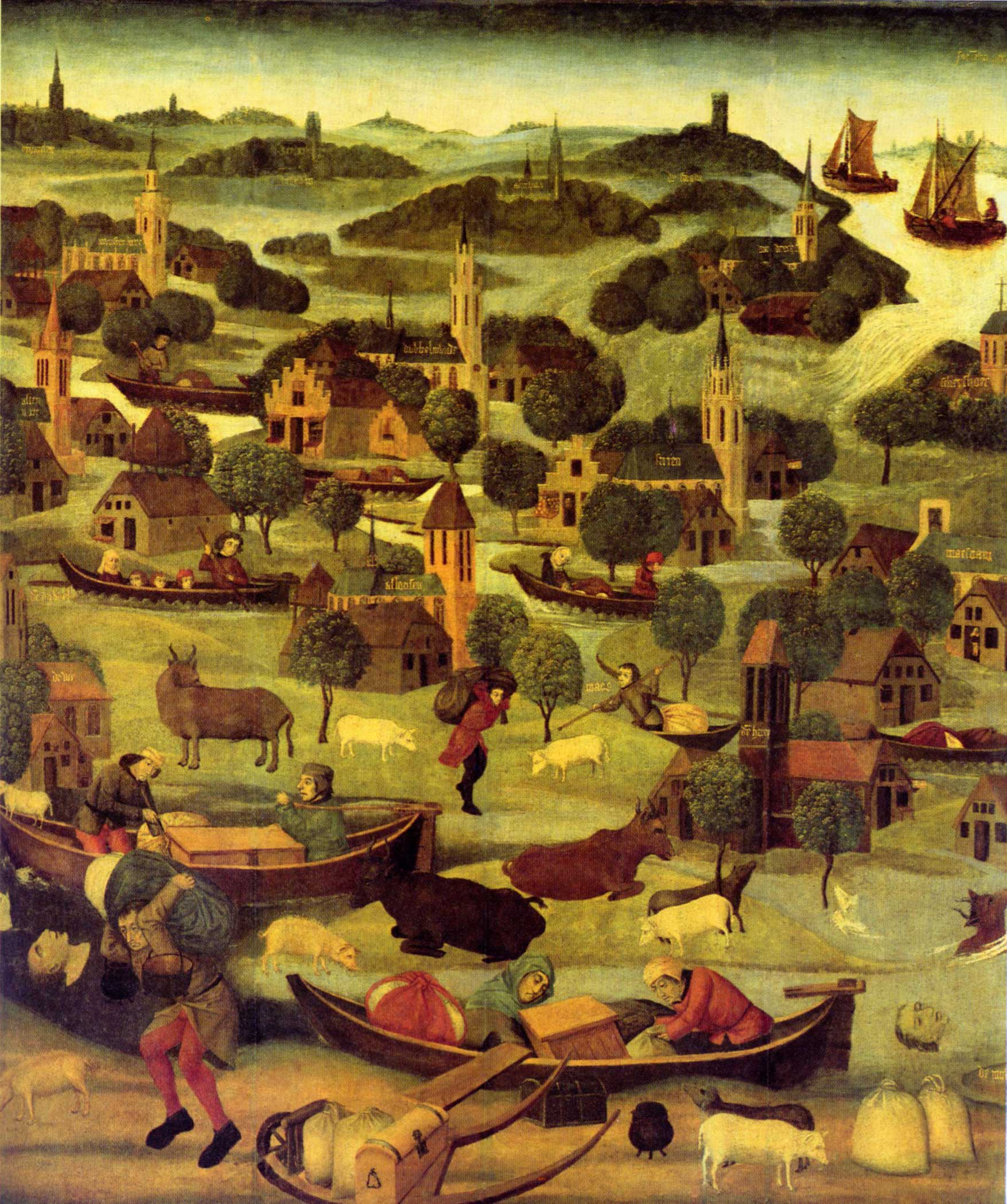
Óleo (circa 1490-1495) de la Inundación del Día de Santa Isabel (18 y 19 de noviembre de 1421), de 1275 × 1105 mm, sobre el panel de un altar, que muestra la rotura del dique en Wieldrecht.

- 1421: en Países Bajos, entre la noche del 18 y la madrugada del 19, una torrencial tormenta rompe un dique en Wieldrecht. Unas 72 aldeas son tragadas por las aguas y mueren entre 2000 y 10 000 personas. Toda Holanda y Zelanda quedan bajo el agua. (Inundación del día de Santa Isabel).
- 1434: en España, Juan II de Castilla, en agradecimiento a los servicios prestados, hace donación de la villa de Rute (Córdoba) a su doncel Ramiro Yáñez de Barnuevo y Sotomayor.
- 1517: en España, Carlos I llega a Valladolid, donde pronto se harán patentes las rivalidades entre la aristocracia flamenca y la española.
- 1541: en la Capilla Sixtina, Miguel Ángel finaliza el fresco El Juicio Final.[2]
- 1626: en la Ciudad del Vaticano la Basílica de San Pedro finaliza su construcción
- 1667: en Shamaji (Azerbaiyán) se registra un terremoto que deja un saldo de 80 000 víctimas.
- 1727: en Tabriz (Irán) se registra un terremoto de magnitud 7,2 en la escala de magnitud de onda superficial (intensidad X) con epicentro a 15 km de profundidad, que deja un saldo de 77 000 víctimas. (Posiblemente se trate del mismo terremoto que se registró como sucedido el 26 de abril de 1721).
- 1738: firma del Tratado de Viena de 1738, con el que acaba la llamada Guerra de sucesión polaca.
- 1755: en Boston (Estados Unidos) se registra un terremoto que no deja víctimas. Véase Terremotos anteriores al siglo XX.
- 1803: en Vertières, cerca del cabo Francés, en el norte de la antigua colonia francesa de Saint-Domingue (hoy Haití), el líder indígena Jean-Jacques Dessalines vence definitivamente a las tropas francesas.
- 1818: en Paraguay, el Gobierno de José Gaspar Rodríguez de Francia divide la República en seis departamentos electorales e implanta el voto secreto.
- 1820: en Ecuador, la villa de Loja se independiza del Imperio español.
- 1823: en Lima (Perú), el Congreso nombra al general José Bernardo de Tagle como primer presidente constitucional de la República del Perú.
- 1824: en México se crea el Distrito Federal como capital de la República, con sede en la Ciudad de México.
- 1829: en Anhui (China) se registra un terremoto de magnitud 5,5 en la escala sismológica de Richter (intensidad VII), que deja un saldo de «muchos» muertos.
- 1846: en España se establece en Villaviciosa de Odón la Escuela de Ingenieros de Montes.
- 1852: en Chile se funda la ciudad de San Javier de Loncomilla.
- 1901 (domingo): en el centro de la Ciudad de México, a las tres de la mañana, la policía realiza una razzia en la Calle de la Paz (hoy calle Ezequiel Montes) arresta a 41 varones ―22 vestidos de varón y 19 de mujer― y los lleva a la prisión Belén. Se libera a uno de ellos, don Ignacio de la Torre, que era el yerno del presidente Porfirio Díaz. (El Baile de los 41 Maricones).[3]
- 1903: Panamá y Estados Unidos firman un tratado para la construcción del Canal de Panamá.
- 1909: en Nicaragua, el dictador José Santos Zelaya manda a ejecutar a unos 500 revolucionarios.
- 1910: en Puebla (México), treinta policías al mando del general Miguel Cabrera pretenden penetrar por fuerza a la casa de los hermanos Serdán. Dos días después se inicia la Revolución mexicana.
- 1918: Letonia declara su independencia.
- 1918:Aleksandr Kolchak dirige un golpe de Estado en Omsk que derroca al directorio y le nombra gobernante supremo de Rusia
- 1928: Walt Disney crea el primer cortometraje de Mickey Mouse.
- 1928: en Montevideo (Uruguay) se inaugura el Hospital Saint Bois.
- 1933: en Venezuela, el aviador estadounidense Jimmy Angel sobrevuela el Salto Ángel (979 metros), pero recién un par de años después (el 24 de marzo de 1935) es acompañado por un fotógrafo, que da a conocer al mundo su descubrimiento.
- 1934: Alianza Lima se corona campeón de la Primera división del Perú por cuarta vez consecutiva. Luego de derrotar por 2-1 a Universitario de Deportes.
- 1945: en Ciudad de México, México se recibe con desfile militar al Escuadrón 201 a su regreso de la Segunda Guerra Mundial.
- 1952: la Unesco admite a España, que ingresará el 30 de enero de 1953.
- 1960: en Países Bajos, el Tribunal de La Haya resuelve el viejo conflicto fronterizo entre Nicaragua y Honduras a favor de esta última.
- 1964: en Rosario (Argentina) se inaugura el Canal 5
- 1966: en los Estados Unidos, el escritor Jack Kerouac se casa con su novia Stella.
- 1976: en España, tras el final de la dictadura franquista, las Cortes aprueban la Ley para la Reforma Política, que abrirá el camino a la democracia.
- 1976: la Asamblea General de las Naciones Unidas urge nuevamente a los gobiernos de España y Gran Bretaña a que inicien negociaciones sobre el problema de Gibraltar.
- 1978: en Jonestown mueren más de 900 miembros de la secta El Templo del Pueblo, dirigida por el reverendo Jim Jones, en un hecho que es conocido como la Tragedia de Jonestown.
- 1982: en España se constituyen las nuevas Cortes Generales.
- 1985: en Puebla (México) se inaugura el Aeropuerto Internacional de Puebla.
- 1987: en Londres (Reino Unido), un incendio daña la estación de metro de King's Cross-Saint Pancras.
- 1987: en Washington (Estados Unidos), el Congreso responsabiliza al presidente Ronald Reagan por el escándalo Irangate.
- 1987: en los Estados Unidos se estrena la primera versión del lenguaje de programación Perl.
- 1988: en los Estados Unidos se estrena la primera entrega cinematográfica de la franquicia The Land Before Time.
- 1990: el astrónomo Eric Elst descubre el asteroide (10093) Diesel.
- 1991: Uzbekistán adopta su actual bandera.
- 1993: en España, la Ley de Seguridad Ciudadana es declarada inconstitucional, lo que provoca la dimisión del ministro del interior, José Luis Corcuera.
- 1996: en el Eurotúnel del Canal de la Mancha se incendia un tren de carga.
- 1996: se despide del tenis la argentina Gabriela Sabatini.
- 1998: Cartoon Network estrena Las chicas superpoderosas
- 2000: en Panamá, a instancias de un aviso cubano, la policía detiene al terrorista cubano Luis Posada Carriles y a otros contrarrevolucionarios.
- 2000: el actor estadounidense Michael Douglas (1944-) se casa con la actriz británica Catherine Zeta-Jones (1969-).
- 2001: en los Estados Unidos se disuelve la pareja de luchadores profesionales The Brothers of Destruction (formada por Undertaker y Kane).
- 2004: en Venezuela es asesinado el fiscal venezolano chavista Danilo Anderson en atentado terrorista con coche bomba.
- 2004: Rusia ratifica el Protocolo de Kioto
- 2004: en la región del Maule (Chile) se derrumba el puente Loncomilla, estructura con menos de 10 años de antigüedad. El hecho provocará una crisis política que culminará con la renuncia del ministro de Obras Públicas, Javier Etcheberry.
- 2006: en los Estados Unidos, la actriz estadounidense Katie Holmes se casa con el actor estadounidense Tom Cruise con rituales de la secta Cienciología.
- 2007: la Wikipedia en español publica su artículo número 300 000.
- 2011: Se lanza la versión oficial del videojuego Minecraft.
- 2012: la empresa japonesa Nintendo lanza la consola Wii U.
- 2016: La agrupación musical Serenata Guayanesa es declarada por la Unesco Patrimonio Cultural de Venezuela.
- 2022: Lanzamiento del videojuego The Dark Pictures Antology: The devil in me
- 2022: en Perú, accidente del Vuelo 2213 de LATAM Perú, aeronave A320Neo la cual colisiona en el aeropuerto internacional Jorge Chávez de Lima con un vehículo de emergencia mientras está estaba en carrera de despegue hacia la ciudad de Juliaca.

## Nacimientos
- 1647: Pierre Bayle, filósofo y escritor francés (f. 1706).
- 1727: Philibert Commerson, naturalista francés (f. 1773).
- 1742: Félix Máximo López, compositor y organista español (f. 1821).
- 1522: Lamoral Conde de Egmont, general flamenco (f. 1568).
- 1768: Abate Marchena, escritor y político español (f. 1821).
- 1779: Antonia Nava de Catalán, militar insurgente mexicana, heroína de la independencia (f. 1843).
- 1786: Carl Maria von Weber, compositor alemán (f. 1826).
- 1787: Louis Daguerre, pintor, fotógrafo y físico francés (f. 1851).
- 1804: Alfonso La Mármora, militar y político italiano (f. 1878).
- 1809: Manuel Blanco Romasanta, psicópata criminal español (f. 1863).
- 1810: Asa Gray, botánico estadounidense (f. 1888).
- 1811: Ponciano Arriaga, abogado y político mexicano (f. 1865).
- 1822: Eduardo Huelin Reissig, industrial español (f. 1891).
- 1828: John Langdon Haydon Down, gran médico británico y descubridor del síndrome de down (f. 1896).
- 1832: Adolf Erik Nordenskjöld, explorador, geógrafo y geólogo sueco (f. 1901).
- 1836: Máximo Gómez, militar dominicano, figura de la independencia de Cuba (f. 1905).
- 1836: W. S. Gilbert, libretista y dramaturgo británico (f. 1911).
- 1851: Raffaele Garófalo, jurista y criminólogo italiano (f. 1934).
- 1860: Ignacy Jan Paderewski, pianista, compositor y presidente polaco (f. 1941).
- 1861: Odón de Buen, naturista español (f. 1945).
- 1871: Robert Hugh Benson, sacerdote británico (f. 1914).
- 1871: Amadeo Vives, compositor español (f. 1932).
- 1874: Clarence Day, escritor estadounidense (f. 1935).
- 1876: Walter Allward, escultor canadiense (f. 1955).
- 1882: Amelita Galli-Curci, soprano ítalo-estadounidense (f. 1963).
- 1882: Jacques Maritain, filósofo católico francés (f. 1973).
- 1885: Josef Kentenich, sacerdote alemán, creador de la advocación de la Virgen de Schönstatt (f. 1968).
- 1892: D. E. Stevenson, novelista humorística británica (f. 1973).
- 1894: Manuel Aznar, periodista, político y diplomático español (f. 1975).
- 1895: Hernán Laborde, político comunista mexicano (f. 1955).
- 1897: Patrick Maynard Stuart Blackett, físico británico (f. 1974).
- 1898: Joris Ivens, cineasta neerlandés (f. 1989).
- 1898: Andrés Soler, actor mexicano (f. 1969).
- 1899: Eugene Ormandy, director de orquesta y músico húngaro-estadounidense (f. 1985).
- 1900: William Hendriksen, teólogo estadounidense (f. 1982).
- 1901: George Gallup, matemático estadístico estadounidense (f. 1984).
- 1904: Guido Santórsola, músico, compositor, director de orquesta y profesor brasileño nacido en Italia y radicado en Uruguay (f. 1994).
- 1906: Klaus Mann, escritor alemán (f. 1949).
- 1906: George Wald, bioquímico estadounidense, premio nobel de fisiología y medicina en 1967 (f. 1997).
- 1906: Alec Issigonis, ingeniero británico-griego (f. 1988).
- 1907: Compay Segundo, músico y compositor cubano (f. 2003).
- 1907: Sergio Méndez Arceo, obispo socialista mexicano (f. 1992).
- 1908: Juan Carlos Castagnino, pintor, arquitecto y dibujante argentino (f. 1972).
- 1908: Imogene Coca, actriz estadounidense (f. 2001).
- 1909: Johnny Mercer, letrista estadounidense (f. 1976).
- 1911: Attilio Bertolucci, poeta y guionista italiano (f. 2000).
- 1917: Pedro Infante, actor y cantante mexicano (f. 1957).
- 1918: Sergio Poblete, militar chileno (f. 2011).
- 1919: Jocelyn Brando, actriz estadounidense (f. 2005).
- 1919: André Mahé, ciclista francés (f. 2010).
- 1920: Laureano López Rodó, político español (f. 2000).
- 1922: Luis Somoza Debayle, presidente nicaragüense (f. 1967).
- 1923: Alan Shepard, astronauta estadounidense (f. 1998).
- 1926: Estanislao Basora, futbolista español (f. 2012).
- 1927: Hank Ballard, músico afroestadounidense (f. 2003).
- 1928: Alberto Monreal Luque, político español (f. 2014).
- 1932: Nasif Estéfano, piloto de carreras argentino (f. 1973).
- 1932: Héctor Ricardo García, empresario y periodista argentino, fundador de Crónica TV y Radio Colonia (f. 2019).
- 1933: José Antonio Fernández Ordóñez, ingeniero español (f. 2000).
- 1933: Bruce Conner, cineasta estadounidense (f. 2008).
- 1934: Vasilis Vasilikós, escritor y diplomático griego (f. 2023).
- 1935: Rudolf Bahro, político y filósofo ecosocialista alemán (f. 1997).
- 1936: Don Cherry, trompetista, multinstrumentista y compositor estadounidense de jazz (f. 1995).
- 1939: Margaret Atwood, escritora canadiense.
- 1939: Tom Johnson, compositor estadounidense (f. 2024).
- 1939: John O'Keefe, neurocientifico angloestadounidense.
- 1940: Qabus bin Said Al Said, sultán de Omán entre 1970 y 2020 (f. 2020).
- 1941: David Hemmings, actor y cineasta británico (f. 2003).
- 1941: Marta Pessarrodona, escritora y poeta española.
- 1942: Linda Evans, actriz estadounidense.
- 1942: Carlos Larraín, político chileno.
- 1942: Susan Sullivan, actriz estadounidense.
- 1942: Mónica Randall, actriz y presentadora de televisión española.
- 1943: Osamu Dezaki, cineasta y animador japonés (f. 2011).
- 1943: Manuel António Pina, escritor y periodista portugués (f. 2012).
- 1943: Daniel Rabinovich, humorista y músico argentino de Les Luthiers (f. 2015).
- 1945: Mahinda Rajapaksa, expresidente de Sri Lanka.
- 1946: Alan Dean Foster, escritor estadounidense.
- 1947: José Alonso, actor mexicano.
- 1947: José Luis Bermejo, político español.
- 1947: Timothy Maude, militar estadounidense (f. 2001).
- 1948: Andrea Marcovicci, actriz y cantante estadounidense.
- 1948: Ana Mendieta, escultora y pintora cubano-estadounidense (f. 1985).
- 1950: Juan Rosa, el Pulga, humorista español (f. 2002).
- 1952: Delroy Lindo, actor británico.
- 1953: Alan Moore, autor de cómics británico.
- 1953: Kevin Nealon, comediante estadounidense.
- 1958: Daniel Brailovsky, futbolista y entrenador argentino.
- 1958: Óscar Núñez, actor cubano.
- 1960: Elizabeth Perkins, actriz estadounidense.
- 1960: Kim Wilde, cantante británica de pop.
- 1962: Kirk Hammett, guitarrista estadounidense de la banda Metallica.
- 1963: Len Bias, baloncestista estadounidense (f. 1986).
- 1963: Peter Schmeichel, futbolista danés.
- 1966: Jorge Camacho Cordón, poeta español.
- 1968: Gary Sheffield, beisbolista estadounidense.
- 1968: Owen Wilson, actor estadounidense.
- 1969: Sam Cassell, baloncestista estadounidense.
- 1970: Mike Epps, actor estadounidense.
- 1970: Johan Liiva, vocalista sueco de la banda Arch Enemy.
- 1970: Lorna Cepeda, actriz colombiana.
- 1970: Peta Wilson, actriz australiana.
- 1970: Miguel Treviño Morales, narcotraficante mexicano.
- 1971: Delsa Solórzano, política y abogada venezolana.
- 1973: Darko Kovačević, futbolista serbio.
- 1974: Aizpea Otaegi, consultora y política española.
- 1974: Chloë Sevigny, actriz estadounidense.
- 1975: Dirk Müller, piloto de automovilismo alemán.
- 1975: Renée Varsi, actriz mexicana.
- 1975: David Ortiz, beisbolista dominicano.
- 1975: Jason Williams, baloncestista estadounidense.
- 1976: Shagrath, cantante noruego, de la banda Dimmu Borgir.
- 1976: Steven Pasquale, actor estadounidense.
- 1977: Fabolous, rapero estadounidense.
- 1978: Pablo Petrecca, político argentino

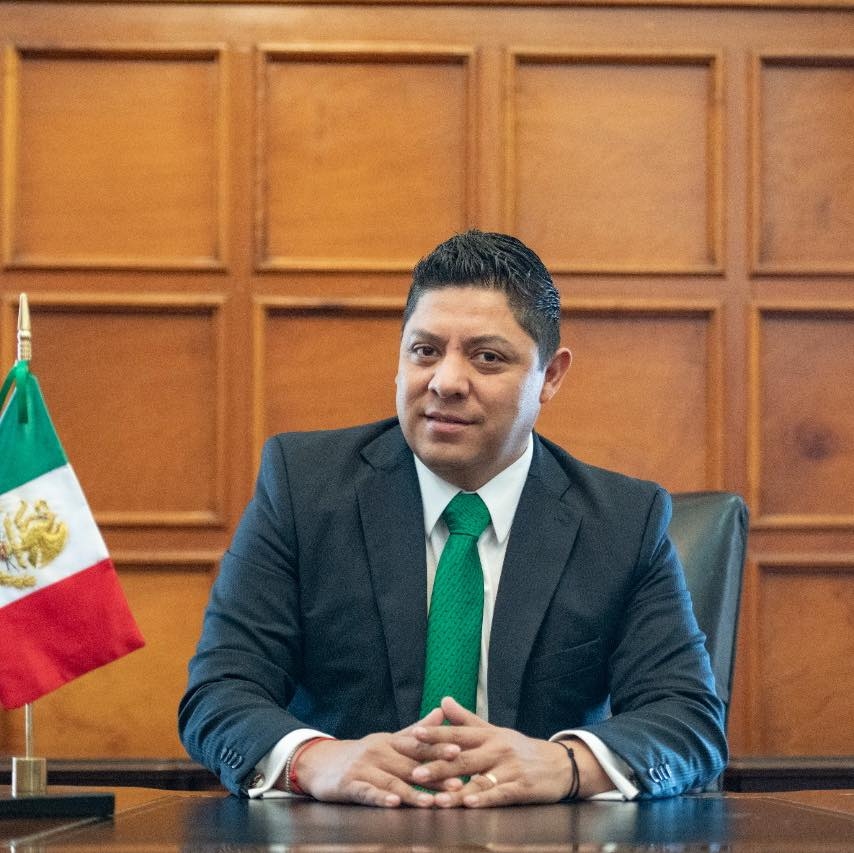
Ricardo Gallardo Cardona

- 1980: Dustin Kensrue, músico estadounidense de la banda Thrice.
- 1980: Iván Chérezov, deportista ruso.
- 1980: Hamza al-Ghamdi, terrorista saudí que participó en el 11S (f. 2001).
- 1980: Ricardo Gallardo Cardona, político mexicano.
- 1981: Christina Vidal, actriz estadounidense.
- 1981: Allison Tolman, actriz estadounidense.
- 1982: Ferdinando Valencia, actor mexicano.
- 1984: Johnny Christ, músico estadounidense de la banda Avenged Sevenfold.
- 1986: Pablo Lyle, actor mexicano.
- 1987: Daniella Mastricchio, actriz argentina.
- 1989: Fabio Legarda, cantante, compositor y youtuber colombiano (f. 2019).
- 1992: Nathan Kress, actor, cantante y modelo estadounidense.
- 1994: Danka Kovinić, tenista montenegrina.
- 1994: Ailton Cesar Junior Alves da Silva, futbolista brasileño (f. 2016).
- 1995: Domen Črnigoj, futbolista esloveno.
- 1995: Peter Olayinka, futbolista nigeriano.
- 1996: Sedrick Barefield, baloncestista estadounidense.
- 1996: Sergiu Bejan, remero rumano.
- 1996: Rémi Oudin, futbolista francés.
- 1996: Andrés Pascual Santoja, futbolista español.
- 1996: Sorn, cantante tailandesa, miembro de CLC.
- 1996: Tuohetaerbieke Tanglatihan, boxeador chino.
- 1997: Jake Grech, futbolista maltés.
- 1997: Jordy Caicedo, futbolista ecuatoriano.
- 1997: Robert Sánchez, futbolista español.
- 1998: Alanna Arrington, modelo estadounidense.
- 1998: Pierce Waring, futbolista australiano.
- 1998: Mădălina-Gabriela Cașu, remera rumana.
- 1998: Giannis Papanikolaou, futbolista griego.
- 1998: Pavel Kotov, tenista ruso.
- 1999: Róbert Boženík, futbolista eslovaco.
- 1999: Yibbi Jansen, jugadora de hockey sobre césped neerlandesa.
- 1999: Nathan Kress, actor estadounidense.
- 1999: Andrew Abruzzo, nadador estadounidense.
- 1999: Ibrahim Mahnashi, futbolista saudí.
- 1999: Domingos Quina, futbolista portugués.
- 2000: Yenesi, cantante y artista española.
- 2004: Luka Romero, futbolista argentino.

## Fallecimientos
- 1566: Francisco de Mendoza y Bobadilla, cardenal español (n. 1508).
- 1664: Miklós Zrínyi, comandante militar croata (n. 1620).
- 1806: Claude-Nicolas Ledoux, arquitecto y urbanista francés (n. 1736).
- 1830: Franco Andrea Bonelli, ornitólogo italiano (n. 1784).
- 1830: Adam Weishaupt, teólogo alemán (n. 1748).
- 1841: Agustín Gamarra, político y militar peruano, Presidente del Perú (n. 1785).
- 1844: José Rondeau, militar argentino (n. 1775).
- 1847: Philemon Thomas, político estadounidense (n. 1763).
- 1868: José Tadeo Monagas, militar, político y presidente venezolano en tres ocasiones (n. 1784).
- 1886: Chester A. Arthur, presidente estadounidense (n. 1829).
- 1887: Gustav Fechner, físico alemán (n. 1801).
- 1896: Pablo Gonzalvo, pintor español (n. 1827).
- 1909: Renée Vivien, poeta británica (n. 1877).
- 1910: Aquiles Serdán, político revolucionario mexicano (n. 1876).
- 1919: Ferdinand Domela Nieuwenhuis, socialista anarquista neerlandés (n. 1846).
- 1922: Marcel Proust, escritor francés (n. 1871).
- 1926: Bartolomé Maura y Montaner, pintor español (n. 1844).
- 1929: Mauritz Stiller, cineasta sueco (n. 1883).
- 1941: Chris Watson, político chileno-australiano (n. 1867).
- 1941: Émile Nelligan, poeta canadiense (n. 1879).
- 1941: Walther Nernst, físico y químico alemán, premio nobel de química en 1920 (n. 1864).
- 1944: Enzo Sereni, escritor italiano judío asesinado por los nazis (n. 1905).
- 1946: Joaquín Beltrán Castañares, militar y político mexicano (n. 1856).
- 1952: Paul Eluard, poeta francés (n. 1895).
- 1953: Ruth Crawford Seeger, compositor estadounidense (n. 1901).
- 1957: Alberto Álvarez de Cienfuegos Cobos, escritor español (n. 1885).
- 1958: Francisco Pagaza, futbolista español (n. 1895).
- 1962: Niels Bohr, físico danés (n. 1885).
- 1962: Domingo Arrieta León, militar y político mexicano (n. 1874).
- 1965: Henry A. Wallace, vicepresidente estadounidense (n. 1888).
- 1969: Joseph Patrick Kennedy, inversor y empresario estadounidense, padre del presidente John F. Kennedy (n. 1888).
- 1973: Alois Hába, compositor checo (n. 1893).
- 1974: Hans Moser, domador de caballos y jinete suizo, campeón olímpico en 1948 (n. 1901).
- 1976: Man Ray, artista estadounidense (n. 1890).
- 1977: Kurt Schuschnigg, político austriaco (n. 1897).
- 1978: Jim Jones, pastor evangélico, líder de secta y asesino estadounidense (n. 1931).
- 1978: Leo Ryan, político y congresista estadounidense (n.1925).
- 1978: Lennie Tristano, pianista estadounidense de jazz (n. 1919).
- 1981: Fredric Wertham, psiquiatra germano-estadounidense (n. 1895).
- 1982: Duk-Koo Kim, boxeador surcoreano (n. 1959)
- 1984: Osvaldo Fresedo, tanguero argentino (n. 1897).
- 1985: Lon Nol, militar y presidente camboyano (n. 1913).
- 1986: Rodolfo Barón Castro, historiador salvadoreño (n. 1909).
- 1986: Gia Carangi, modelo estadounidense (n. 1960).
- 1987: Jacques Anquetil, ciclista francés (n. 1934).
- 1989: Hendrik de Vries, pintor y escritor neerlandés (n. 1896).
- 1994: Cab Calloway, cantante estadounidense (n. 1907).
- 1998: Aniceto Utset, ciclista español (n. 1932).
- 1999: Paul Bowles, escritor y compositor estadounidense (n. 1910).
- 2002: James Coburn, actor estadounidense (n. 1928).
- 2003: Michael Kamen, compositor, arreglista, letrista y pianista estadounidense (n. 1948).
- 2004: Danilo Anderson, fiscal venezolano (n. 1966).
- 2005: Alfonso Arana, pintor puertorriqueño (n. 1927).
- 2005: Laura Hidalgo, actriz argentina (n. 1927).
- 2005: Harold J. Stone, actor estadounidense (n. 1911).
- 2008: Manuel Castro Ruiz, arzobispo mexicano (n. 1918).
- 2010: Freddy Beras-Goico, presentador de televisión, productor, comediante, locutor y filántropo dominicano (n. 1940).
- 2010: Alfonso Canales, poeta y crítico literario español (n. 1923).
- 2010: Samuel Kunz, militar ruso colaborador de los nazis (n. 1921).
- 2010: Brian Marsden, astrónomo británico (n. 1937).
- 2010: Isabelle Caro, modelo francesa (n. 1980).
- 2010: Abraham Serfaty, político marroquí (n. 1926).
- 2011: Walt Hazzard, baloncestista y entrenador estadounidense (n. 1942).
- 2011: Jorge Rueda, fotógrafo español (n. 1943).
- 2011: Daniel Sada, escritor mexicano (n. 1953).
- 2014: Pepe Eliaschev, periodista y escritor argentino (n. 1945).
- 2015: Jonah Lomu, rugbista neozelandés (n. 1975).
- 2015: Calixto Ochoa, cantante y compositor colombiano (n. 1934).
- 2016: Denton Cooley, cirujano estadounidense (n. 1920).
- 2017: Malcolm Young, guitarrista, compositor y productor discográfico australiano (n. 1953).
- 2017: José Manuel Maza, juez, criminólogo y escritor español (n. 1951).
- 2018: Héctor Beltrán Leyva, narcotraficante mexicano (n. 1962).
- 2020: Juan Domingo Roldán, apodado "Martillo", boxeador argentino (n. 1957).
- 2020: Broselianda Hernández, actriz de teatro, televisión y cine cubana (n. 1964).

## Celebraciones
- Día Internacional del Arte Islámico.

- Día Mundial del Paciente Anticoagulado. Con el objetivo de dar visibilidad a las personas que deben someterse a tratamientos con anticoagulantes para mejorar su calidad de vida.

Compartidas
- Organización de las Naciones Unidas:
  - Día Mundial para Prevenir la Explotación, los Abusos y la Violencia Sexuales contra los Niños y Promover la Sanación.[4]

- Unión Europea:
  - Día Europeo para la protección de los niños de la explotación sexual.
  - Día Europeo del uso prudente de antibióticos.

 Por países
(Por orden alfabético)
- Argentina:
  -  Misiones: 
    - Posadas: Aniversario de LT85 TV Canal 12.
Primera transmisión por televisión: 18 de noviembre de 1972 (52 años).[5]
    - Aniversario de la Bandera de Jardín América.

- Bolivia:
  - Creación del Himno Nacional.
  - Conmemoración de la Batalla de Ingavi.
  - Aniversario del departamento del Beni.

- Estados Unidos:
  - Día de Mickey Mouse (Ratón Mickey).
(en inglés: Mickey Mouse Day).
  - Cumpleaños de Minnie Mouse.
(en inglés: Minnie Mouse’s Birthday).
  - Día de la Vivienda.
(en inglés: Housing Day).
  - Día Nacional de la Adopción.
(en inglés: National Adoption Day). El Día Mundial de la Adopción es el 9 de noviembre.
  - Día de la Sidra de Manzana.
(en inglés: Apple Cider Day).
  - Día del Ocultismo.
(en inglés: Occult Day).

- Letonia: 
  - Día de la Independencia.

- Marruecos: 
  - Día de la Independencia.

- Omán: 
  - Día Nacional.

- Venezuela:
  - Día de la Alimentación.

### Santoral católico

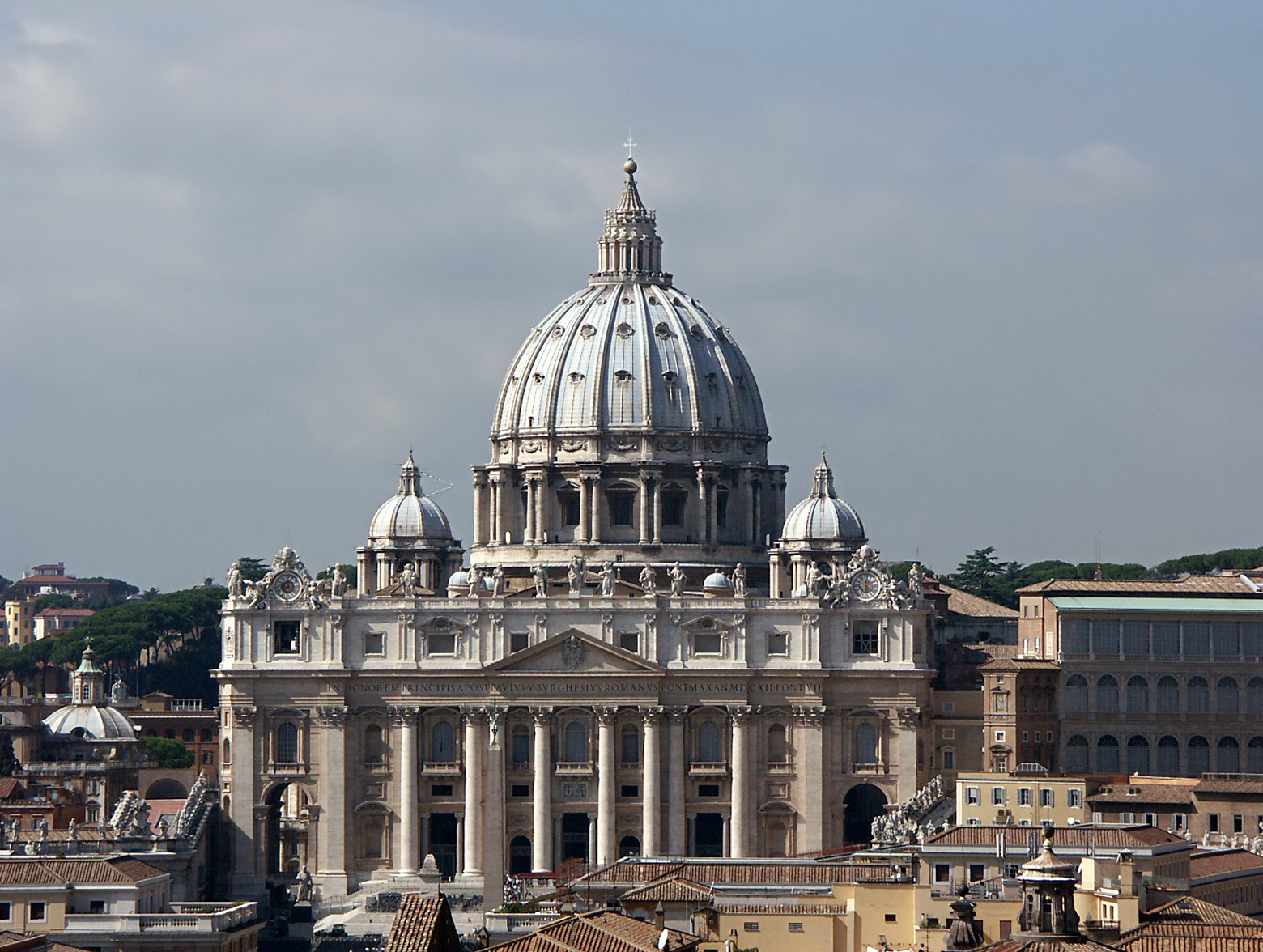
Basílica de San Pedro, templo católico situado en la Ciudad del Vaticano.

- Dedicación de las basílicas de San Pedro (imagen ilustrativa) y San Pablo, construidas encima de los sepulcros de los apóstoles.[6]
- Santa Bárula.
- Santa Filipina Duchesne.
- San Maudeto.
- San Odón de Cluny.
- San Patroclo de Colombiers.
- San Romacario de Constanza.
- San Román de Antioquía.
- San Teofredo de Calmeliac.
- Beata Carolina Kózka.
- Beato Grimoaldo de la Purificación Santamaría.

 Por países
(Por orden alfabético)
- Venezuela:
  - Zulia: fiesta en honor a la Virgen de Chiquinquirá.